# Вторичен хиперпаратиреоидизъм
Вторичният хиперпаратиреоидизъм се отнася до прекомерна секреция на паратироидния хормон (PTH) от паратироидната жлеза в резултат от хипокалкемия (ниски нива на кръвния калций) и асоциирана хипертрофия на жлезата.

## При животните

### Определение и етиология
Вторичният хиперпаратиреоидизъм се нарича още бъбречен, защото е усложнение от хронична бъбречна недостатъчност, характеризираща се с намалени нива на паратиреоидния хормон. Среща се по-често от първичния хиперпаратиреоидизъм. Вторичният се наблюдава при кучета, понякога при котки и рядко при другите видове животни. Гломерулната филтрация намалява и в резултат на това се развивахиперфосфатемия, която води към ниски нива на йонизиран калций. Бъбречната продукция на калциферол също се намалява. Калциферолът нормално действа на червата и бъбреците да поддържат нормални нива на калций в кръвта. Намаляването на йонизирания калций и калциферол причиняват увеличаване на нивата на паратиреоидния хормон в серума. Когато гломерулната филтрация намалее и се наблюдава бъбречно заболяване, нивата на паратиреоидния хормон нарастват, водейки до клинична изява на бъбречен вторичен хиперпаратиреоидизъм.
Наблюдава се и така наречения хранителен вторичен хиперпаратиреоидизъм. Развива се при малки кучета или котета, храненеи изключително с месо. Ниското ниво на калций и нарушеното съотношение на калций и фосфор в месото не могат да задоволят нуждите на организма (528 mg калций и 440 mg фосфор за kg маса на ден за малки животни и 264 mg калций и 220 mg фосфор за kg маса на ден).

### Клинична картина
Водещи са симптоми на бъбречна недостатъчност като повръщане, дехидратация, полидипсия, полиурия и депресия. Наблюдават се леки изменения в бъбречната функция до тежка фиброзна остеодистрофия с напреднала бъбречна недостатъчност.
Силни изменения в костите, подуване на лицето се наблюдават при млади кучета, при който натрупването на неминерализиран остеоид от хиперплазиралите остеобласти и продукцията на фиброзна тъкан са в по-голяма степен от резорбцията на костна тъкан.
На рентгеновите снимки се забелязва се слаба сянка на максилата. Някои от зъбите са „плаващи“ и не се захващат за костна основа.
Скелетните нарушения са генерализирани. Лезиите стават видими и придобиват по-големи измерения в определени области като плоските кости на черепа. Резорбция на трабекуларната костна тъкан се проявява и като резултат от това зъбите могат да се извадят без прилагане на сила или падат при самото дъвчене. Като резултат от бързата резорбция на спонгиозната костна тъкан на мандибулата и максилата, те стават меки и гъвкави (синдром на ‘гумената челюст’) и челюстите не се затварят нормално. Това често се проявява с изтичане на слюнка от устата и изпадане на езика от устата. Силната деминерализация на челюстите е предпоставка за фрактури и разместване на зъбите от техните алвеоли. Тръбестите кости са по-слабо засегнати. Куцота, схванат вървеж и фрактури след леки травми могат да настъпят в резултат на уве-личена резорбция на костна тъкан.
Двете паратиреоидни жлези са уголемени, в резултат от хипертрофия на главните клетки и впоследствие от компенсаторна хиперплазия. Въпреки че паратиреоидните жлези не са автономни, концентрацията на паратиреоидния хормон в кръвта превишава тази при първичния хиперпаратиреоидизъм. Хистологично могат да бъдат наблюдавани остеокластоза, фиброза на костен мозък и концентрация на зигзаговиден остеоид. Високата хиперкалцемия, хиперфосфатемия и високите концентрации на паратиреоиден хормон в напреднал стадий могат да предизвикат остеосклероза.

### Диагноза
При бъбречния хиперпаратиреоидизъм се диагностицират лабораторни изменения заедно с бъбречна недостатъчност, придружена с нарастване на паратиреоидния хормон в серума.

### Лечение
Включва промени в диетата, включване на калциферол и съединения, които свързват фосфора, също както при бъбречно заболяване. Лечебни диети с ограничаване на фосфора са показани. Може да се дава калциферол per os в доза 1,5 – 3,5 ng/kg/на ден, но трябва да се има в предвид, че калциферолът е противопоказан при хиперфосфатемия и хиперкалцемия. Съединения, които свързват фосфора трябва да се дават с храната. Тази терапия е важна особено по време на третирането с калциферол, защото той увеличава абсорбцията както на калций, така и на фосфор.